# Mindarus harringtoni
Mindarus harringtoni – gatunek wymarłego owada z rodziny mszycowatych.

## Systematyka
Mindarus harringtoni został opisany w 2008 przez Olego Heiego na podstawie skamieniałości nieznanego dotąd gatunku mszycy, kupionej przez dr. Richarda Harringtona, wiceprzewodniczącego Royal Entomological Society of London, na portalu internetowym eBay za 20 £.
Sprzedający pochodził z Litwy i na początku nie wiedział, jak drogiej rzeczy się pozbywa. Harrington wysłał okaz do Danii, gdzie eksperci potwierdzili, że jest to nowy (obecnie wymarły) gatunek mszycy. Od nazwiska odkrywcy nazwano go Mindarus harringtoni.
Początkowo gatunek planowano nazwać Mindarus ebayi, ale ostatecznie Heie postanowił posłużyć się bardziej tradycyjnymi regułami taksonomicznymi. 
Owad był zastygły w bursztynie, pochodzącym z okresu 40–50 milionów lat temu. Bursztyn jest niewiele większy od mszycy – przypomina drobną tabletkę.

## Morfologia
Wygląd zewnętrzny: Mały owad o błoniastych skrzydłach, odwłok wyraźnie podzielony na segmenty.
Rozmiary: Długość ciała wynosi 3-4 milimetry.